# Josiah Henson

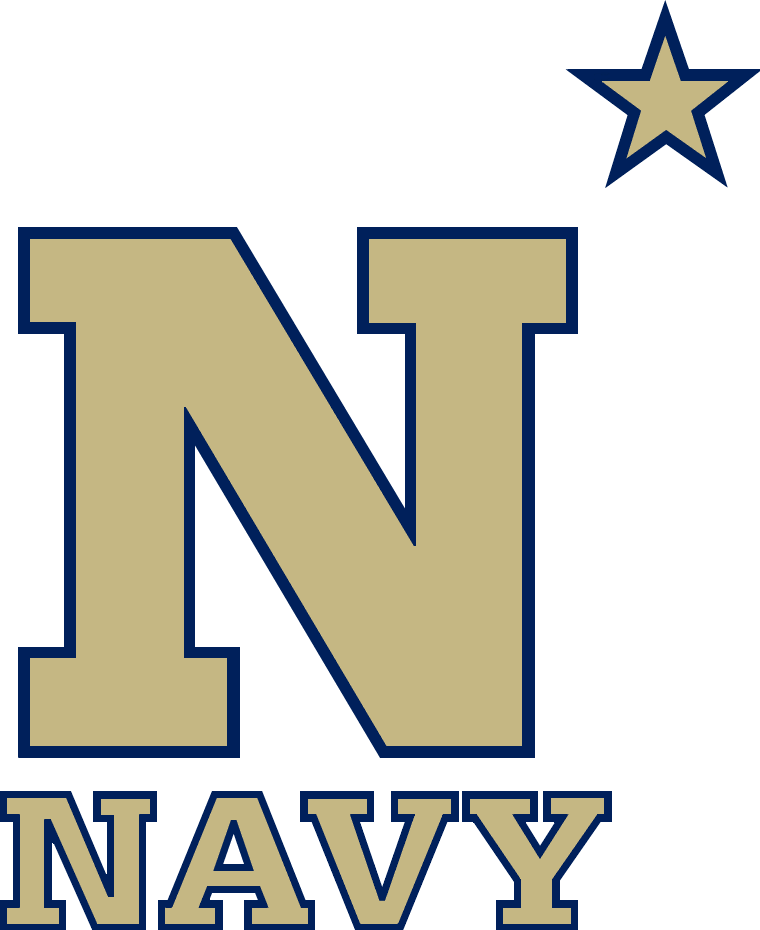
Zawodnik Navy Midshipmen

Josiah „Joe” Henson (ur. 24 lutego 1922 w Bristow, zm. 4 kwietnia 2012 w Tulsie) – amerykański zapaśnik walczący w stylu wolnym. Brązowy medalista olimpijski z Helsinek 1952, w kategorii do 62 kg.
Zawodnik United States Naval Academy. Mistrz EIWA w 1943 i 1944 roku. W czasie II wojny światowej walczył na Pacyfiku. Brał udział w igrzyskach w latach 1952–2000, jako zawodnik, sędzia, działacz, prezydent Federacji Taekwondo.

## Letnie Igrzyska Olimpijskie 1952
| Konkurencja      | Rundy eliminacyjne    | Rundy eliminacyjne   | Rundy eliminacyjne    | Rundy eliminacyjne       | Rundy eliminacyjne     | Rundy eliminacyjne | Rundy eliminacyjne | Rundy eliminacyjne      | Klas. końcowa |
| Konkurencja      | Przeciwnik I          | Przeciwnik II        | Przeciwnik III        | Przeciwnik IV            | Przeciwnik V           | Przeciwnik VI      | Przeciwnik VII     | Przeciwnik VIII         | Miejsce       |
| ---------------- | --------------------- | -------------------- | --------------------- | ------------------------ | ---------------------- | ------------------ | ------------------ | ----------------------- | ------------- |
| 62 kg styl wolny | Antonio Randi (ITA) P | John Elliott (AUS) Z | Géza Hoffmann (HUN) Z | Ibrahim Dadaszew (URS) Z | Keshav Mangave (IND) Z | wolny los Z        | Bayram Şit (TUR) P | Nasser Givehchi (IRI) P | 3.            |